# アン・ビーチャム (第15代ウォリック女伯)
第15代ウォリック女伯爵アン・ビーチャム（Anne Beauchamp, 15th Countess of Warwick, 1444年2月14日 - 1449年6月3日）は、初代ウォリック公ヘンリー・ビーチャムの唯一の子供で女子相続人。アンは5歳で死去し、ウォリック伯爵位は父方の叔母アンに継承された後、結婚により薔薇戦争において「キングメーカー」として知られた母方の叔父リチャード・ネヴィルに継承された。

## 生涯
アンは1444年2月14日にウェールズのカーディフで生まれた。父は初代ウォリック公爵ヘンリー・ビーチャム（1425年 - 1446年）で、ウォリック伯位を保持したビーチャム家の最後の男性であった。母はセシリー・ネヴィルで、後に薔薇戦争で重要な役割を果たしたリチャード・ネヴィルの姉である。
1446年6月11日、父ヘンリーが死去した。1445年に創設された公爵位は、もともと男性の相続人にのみ与えられていたため、ヘンリーの死とともに消滅したが、ウォリック伯爵位（1088年創設）は女系継承を認めていたため、娘であるアンが継承した。アンは父からバーガーシュ男爵位も継承し、7代男爵となった。1447年2月23日、ヘンリー6世の叔父であるグロスター公ハンフリーが死去すると、アンは父が継承していたチャンネル諸島の領主権も継承した。
若年で伯爵位を継承したアンは、1444年に亡くなった初代サマセット公爵ジョン・ボーフォートの娘マーガレット・ボーフォートと並んで、当時の最も裕福な女子相続人の一人であった。2人とも、アンの母方の義理の曽祖母アリス・チョーサー（第4代ソールズベリー伯爵トマス・モンタギューの未亡人で、王妃マーガレット・オブ・アンジューの侍女）と、その夫で後にサフォーク公爵となるウィリアム・ド・ラ・ポールの保護下に入った。ウィリアムは、アンを自分の息子で相続人のジョン（1442年 - 1492年）と結婚させようとしていた。
アンは1449年6月3日、5歳でオックスフォードシャーのユーウェルム（チョーサー家の邸宅）で亡くなり、レディング修道院教会に埋葬された。レディング修道院が埋葬地として選ばれたのは、曽祖母のコンスタンス・オブ・ヨークがそこに埋葬されていたためとも考えられる。
ウォリック伯爵位は、父方の叔母アンに継承された。他方、バーガーシュ男爵位は叔母たちの間で優劣がつかず爵位停止となった。
アンの死後、初代サフォーク公爵は息子ジョンとマーガレット・ボーフォートの間で「厳粛な婚約」を結んだ。この結婚契約は、法律および国王の主導により花嫁が12歳未満であれば解消することができた。マーガレット自身は、その後ジョンを最初の夫として認めることはなかった。ジョンは、後の国王エドワード4世とリチャード3世の姉妹エリザベスと結婚した。マーガレットは、初代リッチモンド伯エドマンド・テューダーと結婚し、ヘンリー7世の母となった。